# 田炳旭
田炳旭（ジョン・ビョンウク、전병욱, 1963年 - ）は韓国の牧師。

## 経歴
延世大学校経営学科、総神大学校神学大学院を卒業。祖父は朝鮮戦争時に殉教した牧師。
1993年12月25日、ソウル特別市龍山区青坡洞にあるサミル教会の第3代牧師に赴任した。赴任当時80人に過ぎなかったサミル教会の礼拜参席者数を、2008年10月時点で1万6千人まで成長させた。増加した参加者たちは若年層の割合が高かったので、若年層の信者が減少していた韓国のプロテスタントにおいて若年層牧会のリーダーとして注目を集されるようになった。
しかしながら2010年9月、インターネット上のニュース媒体であるニュースエンジョイ (뉴스앤조이) は田炳旭のセクハラ疑惑を提起したため、田炳旭は長期有給休暇に入り教壇から退いた。そして、2010年11月1日のサミル教会のホームページ上で疑惑を認め、辞任の意向を明らかにした。田炳旭は、「去年の秋頃に罪を犯した」とし、「悔い改めと自粛の時間を過ごすため、教会に戻ることはできない」とした。

## 評価
彼は日刊新聞とのインタビューの中で信徒数が爆発的に増加した理由について「教会の時代的使命に充実になるために努力しながら運営の透明性を高めた」「青年たちの情緒に当たる説教をするために努力したから」と明らかにした。
彼は自らが志向する説教の次のような方向性を明らかにした。
- 若者達を対象にするから短く強烈で大旨が明瞭ではなければならない。
- 予測できない内容を伝えて衝撃を与えなければならない[1]。

『キリスト教思想（기독교사상）』2006年8月号は彼の説教が大衆に訴える力がある理由を「胸に触れる説教」と「プロテスタント信仰の本質追求」のためだと評価した
。彼の説教には消極的な若者を解放してビジョンと歴史意識を持って現実に立ち向かわせる力があり、これを通じて韓国教会に新しい力を吹き入れているという評価もある。
一方彼の説教が既存のプロテスタントの問題点に指摘されて来た旧世代の成長注意をそのまま踏んでいるという指摘がある。彼の説教内容が「能力主義、成就主義、エリート主義」に傾いており、彼の教会成長論は発展主義の論理を神学に取り入れたものだという批判がある。歴史意識の貧困と歪曲が現われているという見解もある。